# Чашковичи
Чашковичи — деревня в Доможировском сельском поселении Лодейнопольского района Ленинградской области.

## История
Деревня Чашковицы упоминается на карте Санкт-Петербургской губернии Ф. Ф. Шуберта 1834 года.

ЧАШКОВИЧИ — деревня принадлежит прапорщице Анне Палицыной, титулярной советнице Марье Саблиной и господам Апрелевым, число жителей по ревизии: 32 м. п., 34 ж. п. (1838 год)

Как деревня Чашковицы она отмечена на карте Ф. Ф. Шуберта 1844 года.

ЧАШКОВИЦЫ — деревня надворногосоветника Саблина и Льва Саблина, по просёлочной дороге, число дворов — 6, число душ — 17 м. п. (1856 год)

ЧАШКОВИЧИ — деревня владельческая при реке Ояте, число дворов — 9, число жителей: 31 м. п., 24 ж. п. (1862 год)

Согласно военно-топографической карте Санкт-Петербургской и Новгородской губерний 1863 года деревня называлась Чашковицы, в деревне находилась мыза Ускулова.
В 1883 году временнообязанные крестьяне деревни выкупили свои земельные наделы у Х. Х. Майера и стали собственниками земли.
В 1884 году временнообязанные крестьяне деревни выкупили свои земельные наделы у А. А. и А. Ф. Палицыных.
В 1871—1885 годах крестьяне выкупили наделы у А. Ф. Эльман.
В конце XIX — начале XX века деревня административно относилась к Доможировской волости 3-го стана Новоладожского уезда Санкт-Петербургской губернии.
По данным «Памятной книжки Санкт-Петербургской губернии» за 1905 год село Чашковичи вместе с деревней Вишеньга образовывали Чашковское сельское общество.
В 1918 году деревня входила в коммуну «Пролетариат».

ЧАШКОВИЧИ — деревня, крестьянских дворов — 16, прочих — 2. Население: мужчин — 44, женщин — 46. (1926 год)

Деревня входила в состав Чашковского сельсовета.
Согласно карте Ленинградской области Северо-западного аэрогеодезического треста ГГУ издания 1932 года деревня насчитывала 10 крестьянских дворов.
По данным 1933 года деревня Чашковичи входила в состав Рекинского сельсовета Пашского района.

Деревня Чашковичи на карте РККА 1940 года

На топографической карте РККА 1940 года деревня обозначена как безымянный населённый пункт к востоку от деревни Барково.
По данным 1966 и 1973 годов деревня Чашковичи входила в состав Доможировского сельсовета Волховского района.
По данным 1990 годов деревня Чашковичи входила в состав Доможировского сельсовета Лодейнопольского района.
В 1997 году в деревне Чашковичи Доможировской волости проживали 11 человек, в 2002 году — 16 человек (русские — 94 %).
С 1 января 2006 года в составе Вахновакарского сельского поселения.
В 2007 году в деревне Чашковичи Вахновокарского СП проживали 12 человек, в 2010 году — 11 человек.
С 2012 года в составе Доможировского сельского поселения.

## География
Деревня расположена в западной части района к северу от автодороги 41К-016 (Станция Оять — Плотично).
Расстояние до административного центра поселения — 8 км.
Расстояние до ближайшей железнодорожной станции Оять-Волховстроевский — 4 км.
Деревня находится на левом берегу реки Оять.

## Демография
| 1838 | 1862 | 1926 | 1997 | 2007 | 2010 | 2014 |
| ---- | ---- | ---- | ---- | ---- | ---- | ---- |
| 66   | ↘55  | ↗90  | ↘11  | ↗12  | ↘11  | ↘9   |
| 2017 |      |      |      |      |      |      |
| →9   |      |      |      |      |      |      |

### Национальный состав
Согласно данным Всероссийской переписи населения 2021 года в деревне проживали 9 человек, все русские.

## Инфраструктура
По данным администрации Доможировского сельского поселения:
- на 1 января 2014 года в деревне было зарегистрировано 3 домохозяйства и 17 жителей[27].
- на 1 января 2021 года в деревне было зарегистрировано 5 домохозяйств и 14 жителей[28].